# Luis Ximénez de Urrea
Luis Ximénez de Urrea  Desconocido lugar nacimiento en 1562 , Muere Agosto de 1592 en Coca (Segovia)  IV Conde de Aranda, Diputado del reino de Aragón en 1589 y miembro del Consejo de Guerra creado en Aragón en 1591.

## Amistades
El peso político y nobiliario del personaje sumado a la rama familiar de la que procedía le otorgaba una lectura política de los sucesos de la corte y los nobles importante para hacerse una idea propia de la situación política. Su regreso desde Madrid en abril de 1590 coincide con la fuga de Madrid de Antonio Pérez, con quien mantenía buena relación, por lo que todo indica que le ayudó en este trance y que fue uno de sus principales valedores en la Corona de Aragón y, aunque durante la rebelión de 1591 hizo reiteradas protestas de fidelidad a la Monarquía, siempre mostró su compromiso con el movimiento de oposición política. Así, en noviembre de 1591 aceptó formar parte del Consejo de Guerra que debía preparar la resistencia a las tropas del Rey. Una vez disuelto el contingente armado reunido a tal efecto, en su villa de Épila se congregaron muchos de los implicados; si bien, apenas se tienen noticias de los propósitos de esta llamada Junta de Épila. Tampoco está de más indicar que las últimas investigaciones sobre la extracción social de los protagonistas de este grave conflicto confirman que buen número de ellos tenían lazos de parentesco o de clientelazgo con el IV conde de Aranda, como su tío Luis de Urrea, su hermano Juan de Urrea y su primo hermano el justicia de Aragón Juan de Lanuza el Menor que pago con su vida el desplante al rey.

## Destierro, Deshonra y Muerte
Con el fracaso de las llamadas Alteraciones de Aragón en la huida de Antonio Pérez a Francia y el arresto de los amotinados Condes y Justicia, Felipe II se deshace del poder que le había retado con la Justicia en exhibición pública de decapitación de Juan de Lanuza Justicia de Aragón, y somete a destierro y deshonra por el peso nobiliario de los amotinados, que pudiera producir malestar o miedo entre su nobleza que podría tomar ejemplo a su maltrato real si fuera físico como el caso del justicia. El  IV conde de Aranda quedó recluido en el castillo de La Mota, en Medina del Campo, de donde fue sacado cuando Felipe II llegó a dicha localidad el 18 de junio de 1592, de camino hacia las Cortes de Tarazona. Entonces fue llevado al castillo de Coca, donde a fines del mes siguiente contrajo el tifus, mal del que falleció tras nueve días de enfermedad. Su muerte hizo tambalear las estructuras de sucesión en las que se apoyaba la Casa de los Urrea, ya que el sucesor en el mayorazgo debía contar con la aprobación del rey. 
En cuanto a su proceso, que comenzó a instruirse en Coca, se sustanció tres años después de su muerte, el 23 de diciembre de 1595, con una condena por crimen de lesa majestad que llevaba aparejada la confiscación de sus bienes. Su viuda, Blanca Manrique de Aragón, que entretanto había contraído matrimonio con el VIII marqués de Astorga, pleiteó con el fisco para rehabilitar su memoria y recuperar para su hijo Antonio Ximenez de Urrea el disfrute del patrimonio familiar, objetivos que alcanzó, respectivamente, el 24 de diciembre de 1599 y en marzo de 1600.
"Suplica de Blanca Manrique al rey Felipe II en defensa del mayorazgo de los Urrea, escrita el 28 de noviembre de 1592 en la ciudad de Tarazona: 
Doña Blanca Manrique, condesa de Aranda en nombre y como tutriz del conde don Antonio Ximenez de Urrea, mi hijo, digo que abiendo muerto el conde don Luis, su padre, le pertenece a dicho mi hijo, como mayorazgo, la sucesión de la casa y estados de su padre y predecesores, asi lo de Valencia como en lo de Aragon y en cualesquiera otros bienes de dicho mayorazgo, y por virtud de vínculos claros y antiguos de dicha Casa, como constara por escrituras y autos auténticos a vuestra magestad, a quien humildemente suplica sea de su real servicio mandar poner en posesión al dicho conde don Antonio, para que libremente y sin embargo del secreto que en vida de su padre mando vuestra magestad poner, pueda tener y gosar la hacienda de su mayorazgo a que esta llamado por los predecesores de su padre, como asi de justicia procede, la cual ynploro y suplico a vuestra magestad como principe santo y cristiano, que siempre la hace y concede a los que se lo suplican.
Entre las pruebas argüidas está la defensa que los Fueros de Aragón hacen sobre los hijos de los que comenten delitos: los Fueros de Aragón acerca de la pena de los hijos, por el delito del padre, no disponen cosa alguna, por tanto ninguna se ha de cumplir..."
Enterrado en el monasterio de San Pablo de la misma población, sus restos permanecieron allí hasta 1602, año en que se llevaron al convento de San Sebastián de Épila, y finalmente se depositaron en un sepulcro que su hijo dispuso en su villa de Mareca, actualmente en estado de abandono.
El sepulcro presenta una configuración suntuosa, utilizando mármol negro de Bélgica realzado con policromía dorada, de diseño sobrio y monumental. Desde el suelo, sus remates apiramidados se elevan hasta la cubierta abovedada. Se distinguen por las ménsulas decoradas con hojas carnosas en la base, pilastras en el cuerpo principal con una inscripción dedicada a don Luis, y frontones curvos en volutas con el escudo parlante de los Urrea, coronado y sostenido por leones.
El cuerpo central el mármol reza:
“AQUÍ IAZE EL ILLMO S* DON LUIS XIMENEZ DE URREA CONDE DE ARANDA QUE MURIO A II DE AGOSTO DEL AÑO MDLCCCCIL HIZIERONLE ESTE SEPULCRO Y CONVENTO DEDICADO AL GLORIOSO PATRIARCHA S. JOSEPH EL AÑO DE MDCXXIII A III DE SEPTIEMBRE SU HIJO EL ILLMO DON ANTONIO XIMENEZ DE URREA Y LA ILLMA DONA LUISA MANRIQUE DE ARANDA REINANDO EN ESPANA PHELIPE III DE ARAGON. TENIENDO EL IMPERIO DE ALEMANIA DON FERDINANDO II Y LA SILLA PONTIFICAL GREGORIO XV. PIDEN Y RUEGAN POR AMOR DE JESUCHRISTO LOS DICHOS SUS FUNDADORES Y LOS RELIGIOSOS QUE HAVITAREN EN ESTA SANTA CASA TENGAN CONTINUAMENTE MEMORIA DE SU ALMA Y LAS DE SUS PADRES Y DEMAS DIFUNTOS Y MUI PARTICULARMENTE DE LA QUE ESTUVO EN EL CUERPO QUE AQUI SE LE HA ENTREGADO PARA QUE EN SU CUSTODIA DUERMA HASTA EL DIA ULTIMO DE LA UNIVERSAL CUENTA ROGANDO A DIOS NUESTRO S° Y A LA SANTISIMA VIRGEN CON SU SANTO ESPOSO INTERCEDAN POR EL DESCANSO DE ELLO»
y en el friso inferior: SOLO A DIOS LA HONRA Y GLORIA.  

## Enlaces
Reportaje sobre la Casa de Mareca y la tumba del IV Conde Aranda http://apudepa.com/wp-content/uploads/2016/03/PERIODICO-14b.pdf